# Епархија бихаћко-петровачка
Епархија бихаћко-петровачка је епархија Српске православне цркве.
Надлежни архијереј је епископ Сергије (Карановић), а сједиште епархије се налази у Босанском Петровцу гдје је и Саборна црква.

## Историја
Током старијег раздобља османске власти, целокупно подручје данашње Бихаћко-петровачке епархије било је вековима у саставу српске православне Дабробосанске епархије. До прве значајне промене дошло је тек 1900. године, када је створена посебна Бањалучко-бихаћка епархија, са седиштем у Бањалуци.

### Оснивање
Након стварања Краљевине СХС (Југославије) у јесен 1918. године, извршено је обједињавање свих православних црквених покрајина и епархија на територији нове државе (1920), чиме је успостављено канонско јединство Српске православне цркве. У то време, ово подручје се још увек налазило у саставу тадашње Бањалучко-бихаћке епархије. Замисао о стварању посебне Бихаћке епархије разматрана је од стране српске јерархије већ током1921. године, али до реализације је дошло тек 1925. године, када је изабран и први бихаћки епископ др Венијамин Таушановић. Послије његовог премјештаја 1929. године за епископа злетовско-струмичког, епархијом су администрирали епископи: бањалучки, далматински и зворничко-тузлански до 1934. године, када је ова епархија укинута.
За време Другог светског рата (1941-1945), усташке власти су починиле геноцид над српским народом на целокупном подручју Босне и Херцеговине, укључујући и подручје бивше Бихаћке епархије. Православни народ је заједно са својим свештенством тешко пострадао од усташа, а православни Храм Силаска Светог духа на апостоле, у Бихаћу, био је први порушени храм у НДХ 1941. године.
НДХ је 5. маја 1942. године подијељена на четири епархије за „Хрватску православну цркву“, и то: Загребачку, Бродску, Петровачку и Сарајевску. До попуњавања „Петровачке епархије“ није никада дошло.

### Обнова
Проучавајући предратно, ратно и послијератно стање на подручју Босанске Крајине, епископи далматински г. Николај (Мрђа) и бањалучки г. Јефрем (Милутиновић), у образложењу свог приједлога Светог архијерејског сабора, за обновљење Епархије бихаћке.
Размотривши приједлог поменутих архијереја, Сабор је основао нову епархију са називом Бихаћко-петровачка, а за њено сједиште одређен је Босански Петровац. Тако је Бихаћко-петровачка епархија основана одлуком Светог архијерејског сабора Српске православне цркве на његовом редовном засједању у манастиру Пећкој патријаршији, 19/6. маја 1990. године. Ова епархија је одређена и као насљедница Бихаћке епархије која је основана 1925. године са сједиштем у Бихаћу. У састав новоосноване епархије ушли су дијелови епархија Бањалучке и Далматинске.
У току рата 1992—1995. подручје Бихаћко-петровачке епархије тешко је страдало. Уништени су многи храмови, а многобројно становништво је усљед ратних дејстава избјегло или протјерано са својих домаћинстава, укључујући такође и епископа Хризостома (Јевића) и свештенство које се налазило у кризним подручјима. Обнова ратом страдале епархије почела је повратком епископа Хризостома у село Подрашница, општина Мркоњић Град 1996. године.

## Епископи

### Епископи бихаћки
Епископи Бихаћке епархије од 1925. до 1934:
| Портрет | Име и презиме                | Вријеме службе | Напомене |
| ------- | ---------------------------- | -------------- | --- |
|         | Епископ Венијамин Таушановић | 1925—1929.     | Послије његовог премјештаја 1929. године за епископа злетовско-струмичког, епархијом су администрирали епископи: бањалучки, далматински и зворничко-тузлански до 1934. године, када је епархија укинута. |

### Епископи бихаћко-петровачки
Епископи обновљене Бихаћко-петровачке епархије од 1990:
| Портрет | Име и презиме     | Вријеме службе | Напомене                                                                                                  |
| ------- | ----------------- | -------------- | --- |
|         | Хризостом Јевић   | 1991—2013.     | До избора првог епископа, администратор епархије је био митрополит дабробосански Николај Мрђа (1990—1991) |
|         | Атанасије Ракита  | 2013—2017.     | |
|         | Сергије Карановић | од 2017.       | |

## Архијерејска намјесништва
Одлуком Светог Архијерејског Сабора СПЦ, одржаног 15. маја 2019. године, а на приједлог епископа бањалучког Јефрема, предложена је арондација епархије бањалучке, и то у корист епархије бихаћко-петровачке. Арондација и примопредаја архијерејског намјесништва јајачко-мркоњићког спроведена је у дјело 15. јула 2019. године.
 До тада је било 6 архијерејских намјесништава у епархији бихаћко-петровачкој, од те одлуке епархија броји 7 архијерејских намјесништава. То су:
- Архијерејско намесништво граховско-дрварско
- Архијерејско намесништво јајачко-мркоњићко
- Архијерејско намесништво кључко
- Архијерејско намесништво лијевљанско-гламочко
- Архијерејско намесништво петровачко-бихаћко
- Архијерејско намесништво санско-крупско
- Архијерејско намесништво шиповско

## Манастири
1. Веселиње,
2. Глоговац,
3. Клисина,
4. Медна,
5. Милановац,
6. Рмањ,
7. Трескавац.